# Torresitrachia amaxensis
Torresitrachia amaxensis är en snäckart som beskrevs av Alan Solem 1979. Torresitrachia amaxensis ingår i släktet Torresitrachia och familjen Camaenidae. Inga underarter finns listade i Catalogue of Life.